# Andrea Andreani

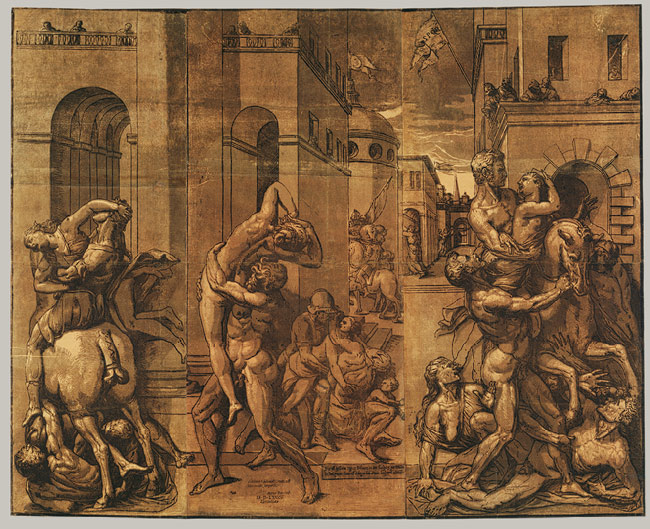
Raub der Sabinerin, 1585, nach einer Bronzeskulptur von Giovanni Bologna

Andrea Andreani (* um 1540 in Mantua; † nach 1610 ebenda) war ein italienischer Verleger und Grafiker mit Spezialisierung auf den sogenannten Chiaroscuro-Holzschnitt.
Andrea Andreani war Meister im Tondruck mit mehreren Platten, wie solchen vor ihm Ugo da Carpi geübt hatte.
Er lieferte einige seiner Werke, die er in Holzschnitt druckte, in der Manier Ugo da Carpis, im sogenannten Helldunkel.
Im Jahre 1584 arbeitete er in Florenz, 1586 in Siena, zuletzt vielleicht schon seit 1599, mit Sicherheit ab 1602, in Mantua, wo er 1610 letztmals erwähnt wird. Sein Todesjahr ist unbekannt, die Angaben  anderer Quellen für 1623 in Rom beruhen auf einer Verwechslung mit Bernardo Malpizzi, mit dem Andreani zusammengearbeitet hatte.